# Borneozwartkapjungletimalia
De borneozwartkapjungletimalia (Pellorneum capistratoides) is een zangvogel uit de familie Pellorneidae.

## Kenmerken
De vogel is 16 tot 17 cm lang. Het is een merendeels bruin gekleurde jungletimalia die nauw verwant is aan de Maleise zwartkapjungletimalia en de Javaanse zwartkapjungletimalia. Het kenmerk van de Borneose soort is de witte, vrij lange en smalle wenkbrauwstreep. De kop is verder donkergrijs met een zwarte kruin.

## Verspreiding en leefgebied
Er zijn twee ondersoorten:
- P. c. capistratoides: westelijk, centraal en zuidelijk Borneo.
- P. c. morrelli: noordelijk en oostelijk Borneo en Pulau Banggi.

De leefgebieden liggen zowel in vochtig tropisch bos, als gebieden met struikgewas tot 1500 meter boven zeeniveau, en in mangrovebos.